# Joseph König (Archivar)
Joseph König (* 24. September 1915 in Kiel; † 10. Februar 1996 in Wolfenbüttel) war ein deutscher Historiker und Archivar. Von 1967 bis 1978 war er Direktor des Niedersächsischen Staatsarchivs Wolfenbüttel. Schwerpunkte seiner Forschungstätigkeit waren die ostfriesische und braunschweigische Landesgeschichte.

## Leben
König verbrachte seine Kindheit in Kiel und zog 1925 mit seinen Eltern nach Osnabrück. Nach dem Abitur am dortigen Gymnasium Carolinum studierte er seit 1934 zunächst in Münster und später in München Geschichte, Germanistik und Latein. Seit 1934 war er Mitglied der katholischen Studentenverbindung KDStV Sauerlandia Münster. Er wurde 1939 in Münster mit einer Arbeit über das Fürstbischöflich-Osnabrückische Amt Reckenberg promoviert. Zwischen November 1939 und März 1941 erfasste er für die Historische Kommission des Provinzialinstituts für westfälische Landes- und Volkskunde in Münster die ländlichen Rechtsquellen Westfalens. Hierfür nutzte er die Bestände der Staatsarchive Münster und Osnabrück, was für ihn den Schlüssel zur Archivarbeit bedeutete. Im März 1941 trat er in den preußischen Archivdienst am Geheimen Staatsarchiv in Berlin-Dahlem ein. Bereits im Juli 1941 wurde er zum Wehrdienst einberufen. Er war bis zum Ende des Zweiten Weltkriegs Soldat und geriet anschließend für kurze Zeit in Kriegsgefangenschaft. Im Oktober 1945 begann er in Osnabrück erneut mit der Ausbildung, die er in Hannover mit der Assessorenprüfung abschloss.
Er wurde 1947 an das Staatsarchiv Aurich (seit 2014: Niedersächsisches Landesarchiv (Standort Aurich)) versetzt. Die Ernennung zum Archivrat folgte 1952. Für die Anerkennung seiner Arbeit wurde er von der Ostfriesischen Landschaft mit dem „Indigenat“, einer Art Ehrenbürgerwürde an Nicht-Ostfriesen, ausgezeichnet.
Seine Tätigkeit am Hauptstaatsarchiv Hannover begann 1954. Das Archiv litt zu diesem Zeitpunkt unter schweren Kriegs- und Hochwasserschäden. Durch Findbuchverluste war der Aktenzugang erschwert.

### Leiter des Staatsarchivs Wolfenbüttel
König wurde 1964 nach Wolfenbüttel versetzt, um dort in die Leitung des Niedersächsischen Staatsarchivs eingearbeitet zu werden. Im Jahre 1967 wurde er Archivdirektor als Nachfolger von Hermann Kleinau. Während seines Direktorats wurden umfangreiche archivische Ordnungsarbeiten durchgeführt und das dritte Magazingeschoss wurde gebaut. Die Öffnung des Archivs für die Bürger war König ein besonderes Anliegen. Nach seiner Pensionierung folgte ihm 1978 der Historiker Günter Scheel als Archivdirektor.

### Andere Aktivitäten
König war bis 1964 Geschäftsführer der Historischen Kommission für Niedersachsen und Bremen. Von 1968 bis 1982 war er zweiter und geschäftsführender Vorsitzender des Braunschweigischen Geschichtsvereins, zu dessen Ehrenmitglied er 1982 ernannt wurde. Er war von 1965 bis 1981 Herausgeber des Braunschweigischen Jahrbuchs, „…seit 1902 das wissenschaftliche Organ für die Geschichte des Landes Braunschweig bzw. des Raumes Südostniedersachsen.“. Im Jahre 1975 wurde König zum Ordentlichen Mitglied der Braunschweigischen Wissenschaftlichen Gesellschaft gewählt. Er war 18 Jahre lang Vorsitzender des Katholischen Bildungswerks in Wolfenbüttel.
König starb 1996 in Wolfenbüttel. Er war verheiratet mit Gertrud, geb. Ridders. Aus der Ehe gingen fünf Kinder hervor.

## Schriften (Auswahl)
- Das Fürstbischöflich-Osnabrückische Amt Reckenberg in seiner territorialen Entwickelung und inneren Gestaltung. (= Dissertation, Universität Münster) Thiele, Gütersloh 1939, OCLC 246227053.
- Verwaltungsgeschichte Ostfrieslands bis zum Aussterben seines Fürstenhauses. Vandenhoeck & Ruprecht, Göttingen 1955, OCLC 260119971.
- mit Günther Möhlmann: Geschichte und Bestände des Niedersächsischen Staatsarchivs in Aurich. Vandenhoeck & Ruprecht, Göttingen 1955, OCLC 3177405.
- Kurzübersicht über die Bestände des Niedersächsischen Staatsarchivs in Wolfenbüttel. in: Veröffentlichungen der Niedersächsischen Archivverwaltung. Kurzübersichten 1. Vandenhoeck & Ruprecht, Göttingen 1977, ISBN 3-525-85911-2.
- Findbuch zum Bestand Stadt Bad Gandersheim. Wolfenbüttel 1988, ISBN 3-927495-00-X.

Ein Schriftenverzeichnis 1939–1985 der Werke Joseph Königs hat seine Tochter Eva-Maria König erstellt.